# Tolnai-ház
A Tolnai-ház Marosvásárhely egyik legrégibb fennmaradt épülete, és az egyetlen, amely ma is áll az egykori Nagyköz és környékének házai közül. Valószínűleg 1640 körül építtette Tolnai János városi ítélőmester, 1885-ben a Pálffy család tulajdonába került. Jelenleg itt működik a Művészeti Egyetem zeneművészeti kara. Helyi jelentőségű műemlék.

## Elnevezése
Építtetője után a legtöbb monográfia Tolnai-háznak nevezi, de 19. századi tulajdonosára utalva széles körben ismert Pálffy-házként, és megjelenik a Tolnai–Pálffy ház elnevezés is.
Gyakori, de helytelen elnevezés a Hóhér-ház (románul: Casa călăului). Ennek eredete valószínűleg az, hogy az ítélőmestert (legfelsőbb bíra, protonotarius) tévesen ítéletvégrehajtónak (hóhér) gondolták vagy fordították. Más vélemények szerint Tolnai ítélőmestert gúnyolták hóhérnak, mivel szigorú ítéleteket hozott. Az, hogy valóban egy hóhér lakott volna itt, igen valószínűtlen, mivel ők a társadalom alsó rétegéből származtak, nem birtokoltak kúriákat a város szívében.
Feljegyezték a Bagolyvár és a Rejtélyek háza neveket is, a városiak ugyanis különféle rejtélyeket, rémtörténeteket költöttek köréje.

## Története
A házat több forrás szerint 1640 körül építtette selyei és szentlászlói Tolnai János, a királyi tábla ítélőmestere, folyfalvi nagybirtokos. Ez a város harmadik legrégibb fennmaradt lakóháza a Köpeczi–Teleki-ház (1554) és Nagy Szabó Ferenc háza (1623) után. Néhány szakember azonban úgy véli, hogy a 18. század második felében, a Királyi Tábla Marosvásárhelyre költöztetésének alkalmával (1754) épült egy magas rangú tisztviselő számára, Türk Antal tervei alapján.
1885 és 1944 között a Pálffy (egyes forrásokban Pálffi) család tulajdonában volt. Az államosítás után bérlőknek adták ki, de a karbantartás hiánya miatt a ház romossá vált, lakóit már 1967-ben kiköltöztették. Az 1989-es rendszerváltás után az eredeti tulajdonosok nem igényelték vissza, így a város tulajdonában maradt. 1997–2005 között az omladozó házat újjáépítették, azóta a Zeneművészeti Kar használja.

## Leírása
Kétszintes (alagsor és földszint), kisméretű kúria a Bolyai utcában. Az utca a 20. század elején történt városrendezés előtt poros, meredek köz volt, mely esőzések alkalmával sártengerré változott, így a házat a telek belső részén helyezték el. A lejtős terepet kihasználva pincéjét a közre néző helyiségek alatt hozták létre. A városrendezéskor az utca szintjét süllyesztették, veszélyeztetve az épület állékonyságát, ezért a tulajdonosok a pince bejáratát megszüntették, az utcai homlokzat elé pedig támfalat építettek. A munkálatok eredményeként a ház egy emelvényre került.
Virágdíszes falsávjai, konzoljai, ablakkeretei a barokk stílus jegyeit viselik. Alaprajza téglalap, melynek szélessége 9,45, hosszúsága 17,90 méter. Téglából épült; az alagsor falai 70–75, a földszintéi 50–65 centiméter vastagságúak. Az alagsor csak két helyiséget tartalmaz, felülete a földszintének körülbelül fele. A földszint az eredeti, archaikus beosztást őrzi: északi felében három, megközelítőleg négyzet alapú csehsüvegboltozatos szoba van (a középsőt egy boltív további két részre osztja); déli felében szintén három, de fölöttébb keskeny helyiség található. Homlokzatán egy előreugró loggia van, melyet a 20. század elején történt átépítéskor befalaztak és szobává alakítottak, azonban a felújítás során visszaállították eredeti kinézetét.